# Vadász Mihály
Vadász Mihály (Zágráb, 1900. június 3. – Budapest, 1967. január 16.) építész, egyetemi docens.

## Élete
Vadász (Weisz) Károly (1876–1944) és Steiner Paula (1879–1944) fiaként született zsidó családban. Gyermekkorát Zágrábban töltötte szüleivel és húgával, Vadász Erzsébettel (1901–1945?). 
A Magyar Királyi József Műegyetemen 1925-ben szerezte meg építészmérnöki oklevelét. Mestere Hültl Dezső volt. Szakmai gyakorlatát Bauer Emil irodájában kezdte meg, ahol többek között részt vett a Corvin Mozi és a Corvin közi bérházak terveinek elkészítésében. Itt ismerte meg Preisich Gábort, akivel 1933-ban közös tervezőirodát nyitott. Egy évvel korábban felvették a Magyar Mérnök- és Építész-Egylet tagjainak sorába.
1944–1945-ben többször behívták munkaszolgálatra. Szüleit 1944. november 9-én a nyilasok elhurcolták a Gömbös Gyula út 39/c-ből a Dohány utcai zsinagógába, ahonnan az újlaki téglagyárba, majd a Klauzál utca 35-be. November 13-án látták őket utoljára. Húgát egy sziléziai lágerbe, sógorát – Vas József építészmérnököt – 1944-ben Auschwitzba deportálták.
A felszabadulást követően előbb a budapesti Műegyetem Épületszervezési, utóbb a Kivitelezési Tanszékén tanított. 1949-ben megtervezte a Margitszigeti Gyógyszálló átépítését, s tíz évvel később részt vett a Balatonkörnyéki kisnyaraló pályázaton.
Halálát roncsoló agyvérzés okozta.
A budapesti Farkasréti temetőben helyezték nyugalomra.

### Családja
Felesége Pallos Vilma (1905–1967) volt, Pallos András és Szabó Vilma lánya, akivel 1926. július 13-án Budapesten, a Józsefvárosban kötött házasságot. Egy fiuk született, Vadász György (1933–2024), aki szintén az építészeti hivatást választotta.

## Művei
Megvalósult épületei
- 1933. Budapest II., Káplár utca 7. bérház
- 1933: Budapest XIV., Erzsébet királyné útja 30/b lakóépület, üzletekkel
- 1933–34. Budapest XI., Bartók Béla (volt Horthy Miklós) út 62-64. bérház és Simplon-, később Bartók-mozi (Preisich Gáborral). A mozi megszűnt és átalakították.
- 1934–35. Budapest VIII., II. János Pál pápa tér (régen Tisza Kálmán) 14., 15., 16. és Vay Ádám utca 2. bérházcsoport (tervezőtársak: Árkay Bertalan, Faragó Sándor, Fischer József, Heysa Károly, Ligeti Pál, Molnár Farkas, Preisich Gábor, Pogány Móric)
- 1935. Budapest XII., Városmajor utca 26/b bérvilla Preisich Gáborral)
- 1935. Budapest XIV., Örs vezér út 52. családi ház (Preisich Gáborral)
- 1936. Budapest XII., Bazin utca 20. családi ház (Preisich Gáborral)
- 1936. Budapest XII., Rácz Aladár út 46. családi ház (Preisich Gáborral)
- 1936. Budapest XII., Tusnádi utca 34. családi ház (Preisich Gáborral)
- 1936. Balatonföldvár, Bethlen Gábor utca 30. a Preisich család nyaralója (Preisich Gáborral)
- 1937. Budapest I., Krisztina krt. 69. bérház (Preisich Gáborral)
- 1937. Budapest II., Margit krt. 65. bérház (Preisich Gáborral)
- 1937–38. Budapest I., Csalogány utca 4/d. bérház (Preisich Gáborral)
- 1937–38. Budapest V., Balassi Bálint (régen: Személynöki) utca 2-4. Markó utca 1. Széchenyi rkp. 12–13. és Kossuth tér 18. bérháztömb Kossuth tér 18. sz. alatti épülete (Preisich Gáborral). Az egységes homlokzatot Wellisch Andor építész tervezte.

Könyvei
- Preisich – Reischl – Vadász: Városi családi ház, Budapest, 1959